# Bernardo Sabadini
Bernardo Sabadini (né à Venise, première moitié du XVIIe siècle; décédé à Parme le 26 novembre 1718) est un organiste et compositeur italien.

## Biographie
De 1662 à 1672, il a été maître des instruments et assistant de Johann Rosenmüller au Pio Ospedale della Pietà à Venise. Par la suite, à partir du 1er juillet 1681, on le retrouve organiste à la cour des Farnese à Parme, où le 1er mars 1689, il est nommé maître de chapelle. À partir de février de la même année, il est également organiste à l'église ducale, ainsi que directeur de la chapelle après 1692. 
Il a été actif en tant que compositeur de la cour de 1686 à 1700 et responsable de la préparation de la musique nouvelle du Nuovissimo Teatro Ducale de Parme et du Nuovo Teatro Ducale de Plaisance; pour la préparation des spectacles, il a travaillé avec des poètes et des librettistes de la cour - jusqu'à 1687 avec Lotto Lotti, jusqu'à 1694 avec Aurelio Aureli et plus tard avec Giovanni Tamagni - ainsi qu'avec le scénographe Ferdinando Galli da Bibbiena, avec Federico Crivelli responsable de la danse et avec Gasparo Torelli pour les costumes. Durant sa période active à la cour de Parme, l'opéra a atteint des niveaux élevés de qualité, comparables à ceux des meilleurs théâtres italiens de l'époque. 
En 1690, pour célébrer le mariage de Édouard Farnèse et Dorothée Sophie de Neubourg, il a écrit 'La gloria d'Amore e Il favore degli dei. Dans les dernières années de sa vie, il a présenté ses œuvres en dehors de Parme, principalement à Turin, Rome, Gênes et Pavie. 
Les œuvres théâtrales de Sabadini représentées dans le duché de Parme sont divisées en deux groupes: dans le premier groupe, on trouve les œuvres originales écrites pour la cour Farnèse, tandis que dans le second, on trouve des œuvres adaptées d'autres compositeurs contemporains et données précédemment dans les théâtres vénitiens. Comme les autres compositeurs de son époque, il a écrit des parties virtuoses dans ses opéras, non seulement pour les voix, mais aussi pour les instruments, en particulier pour le violoncelle obligé.

## Œuvres

### Opéras
- Furio Camillo (dramma per musica, livret de Lotto Lotti, 1686, Plaisance)
- Didio Giuliano (dramma, livret de Lotto Lotti, 1687, Plaisance)
- Zenone il tiranno (dramma, livret de Lotto Lotti, 1687, Plaisance)
- Olimpia placata (dramma per musica, livret de Aurelio Aureli, d'après Ludovico Ariosto, 1687, Parme; révision de l'Olimpia vendicata de Domenico Freschi)
- L'ercole trionfante (dramma, livret de Aurelio Aureli, 1688, Plaisance; révision de l'Ercole in Tebe de Giovanni Antonio Boretti (de))
- Teseo in Atene (dramma per musica, livret de Aurelio Aureli, 1688, Parma; révision de Medea in Atene de Antonio Giannettini)
- Hierone tiranno de Siracusa (dramma, livret de Aurelio Aureli, 1688, Plaisance
- Amor spesso inganna (dramma per musica, livret de Aurelio Aureli, 1689, Plaisance; révision de l'Orfeo de Antonio Sartorio)
- Teodora clemente (dramma per musica, livret de Aurelio Aureli, d'après Adriano Morselli, 1689, Plaisance; révision de Teodora Augusta de Domenico Gabrielli)
- Il Vespasiano (dramma per musica, livret de Aurelio Aureli, d'après Giulio Cesare Corradi, 1689, Parma; révision de l'opéra de même nom de Carlo Pallavicino)
- La gloria d'Amore (spettacolo festoso, livret de Aurelio Aureli, 1690, Parme)
- Il favore degli dei (dramma fantastico musicale, livret de Aurelio Aureli, 1690, Parme)
- Pompeo continente (dramma, livret de Aurelio Aureli, 1690, Plaisance)
- Diomede punito da Alcide (dramma, livret de Aurelio Aureli, 1691, Plaisance)
- La pace fra Tolomeo e Seleuco (dramma per musica, livret de Aurelio Aureli, d'après Adriano Morselli; révision de l'opéra de même nom de Carlo Francesco Pollarolo)
- Circe abbandonata da Ulisse (dramma, livret de Aurelio Aureli, 1692, Plaisance)
- Il Massimino (dramma, livret de Aurelio Aureli, 1692, Parma; revisione del Massimo Puppieno de Carlo Pallavicino)
- Talestri innamorata d'Alessandro Magno (dramma, livret de Aurelio Aureli, 1693, Plaisance)
- Il riso nato fra il pianto (dramma per musica, livret de Aurelio Aureli, 1694, Turin)
- Demetrio tiranno (dramma, livret de Aurelio Aureli, 1694, Plaisance)
- L'Aiace (dramma per musica, livret de Pietro d'Averara, 1697, Rome; révision de l'opéra de même nom de Carlo Ambrogio Lonati, Paolo Magni et Francesco Ballarotti)
- L'Eusonia, overo La dama stravagante (componimento drammatico, 1697, Rome; révision de Licinio imperatore de Carlo Pallavicino)
- L'Orfeo (dramma per musica, livret de Aurelio Aureli, 1694, Rome; révision de l'opéra de même nom de Antonio Sartorio)
- La virtù trionfante dell'inganno (opera tragicomica, livret de G. C. Godi, 1697, Plaisance)
- L'Alarico (dramma per musica, livret de Carlo Maria Maggi, 1698, Gênes)
- Il Domizio (dramma per musica, livret de Carlo Maria Maggi, 1698, Genova; révision de l'opéra de même nom de Marc'Antonio Ziani)
- Il Ruggiero (dramma per musica, livret de Giuseppe Tamagni, d'après Ludovico Ariosto, 1699, Parme)
- L'Eraclea (dramma per musica, livret de Silvio Stampiglia, 1700, Parma; révision de l'opéra de même nom de Alessandro Scarlatti)
- Il Meleagro (acte III) (favola pastorale, 1705, Pavia; en collaboration avec Antonio Francesco Martinenghi (acte I) et Paolo Magni (acte II))
- Alessandro amante eroe (1706, Gênes)
- Annibale (dramma per musica, 1706, Gênes)
- La virtù coronata, o sia Il Fernando (dramma per musica, 1714, Parme)

### Autres œuvres
- I sogni regolati d'Amore (serenata, 1693, Parme)
- Messa solenne (1694, Parme)
- Italia consolata (introduzione al balletto, 1696, Parme)
- I disegni della divina sapienza (oratorio, livret de C. F. Badia, 1698, Venise)
- Gli amori d'Apollo e Dafne (introduzione al balletto, 1699, Parme)
- Po, Imeneo e Citerea (serenata per 3 voci, violino e oboe)
- Diverses cantates et airs
- Fugue

## Sources
- (it) Cet article est partiellement ou en totalité issu de l’article de Wikipédia en italien intitulé « Bernardo Sabadini » (voir la liste des auteurs).